# Orchestre des Couleurs
L'Orchestre des Couleurs (en grec moderne : Ορχήστρα των Χρωμάτων) est un orchestre symphonique d'une soixantaine de musiciens basé à Athènes, en Grèce.

## Historique
L'orchestre des Couleurs a été fondé en 1989 par le fameux compositeur grec Mános Hadjidákis.

## Répertoire
De l'opéra à la musique de chambre, le répertoire de l'orchestre est varié.